# Лезгинская письменность
Лезгинская письменность (лезг. лезги кхьинар) — письменность, используемая для записи лезгинского языка. За время своего существования функционировала на разных графических основах и неоднократно реформировалась. В настоящее время лезгинская письменность функционирует на кириллице. В истории лезгинской письменности выделяются следующие этапы:
- начало XIX века — 1928 год — письменность на основе арабского алфавита
- 1860-е — 1910-е годы — письменность на основе кириллицы (параллельно с арабской)
- 1928—1938 годы — письменность на латинской основе
- с 1938 года — современная письменность на основе кириллицы[1][2]

## Гипотеза о древней письменности
В ряде работ современных дагестанских авторов проводится отождествление агванского языка и использовавшейся им письменности с лезгинским языком. Однако большинство учёных считает агванский язык «старым состоянием удинского языка».

## Арабское письмо
Старейшие памятники лезгинской письменности датируются первой половиной XIX века. Это рукописи, в которых используется арабский алфавит, частично приспособленный к фонетике дагестанских языков (аджам). В XIX веке на лезгинском языке арабским шрифтом был записан ряд художественных и поэтических произведений (поэзия Етима Эмина и др.).
Попытки создать нормативный, научно разработанный лезгинский алфавит на арабской графической основе были предприняты только после революции 1917 года. Первый такой алфавит составил учитель из Касумкента Абу-Джафар Мамедов. Другой вариант алфавита был разработан Г. А. Гаджибековым. На этом алфавите было издано несколько книг, в том числе «Песни лезгинских поэтов» (1927), но к тому времени встал вопрос о замене арабского письма латинским.
Лезгинский алфавит на арабской основе имел следующий вид (порядок букв не соблюдён):
| آ | ب  | چ  | ج | ڃ | د | اه | ٱ | ف  | گ |
| غ | ﻫ  | اى | ى | ک | ل | م  | ن | اۊ | پ |
| ڢ | ڠ  | ق  | ر | س | ص | ش  | ت | ط  | ت |
| ط | او | اۈ | و | خ | ݤ | څ  | ز | ژ  | ڗ |

## Кириллица Услара

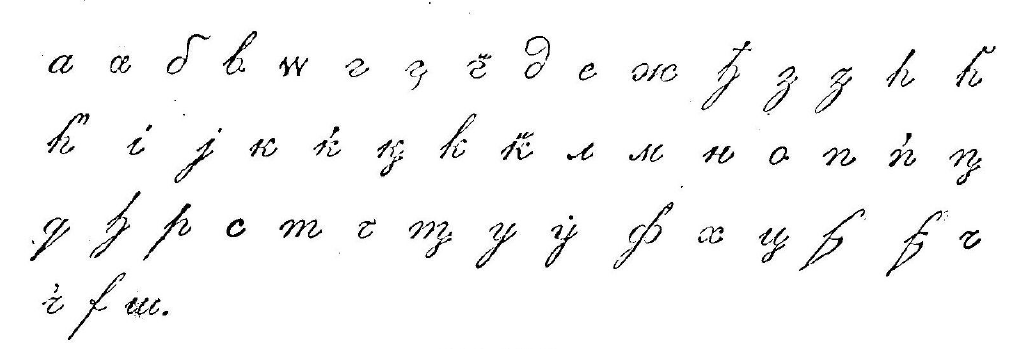
Алфавит из букваря 1871 года

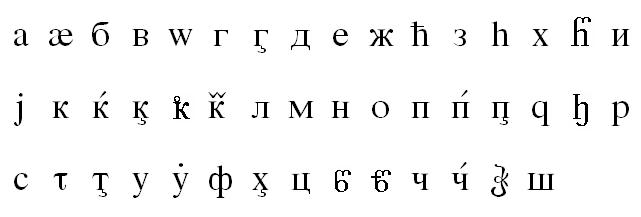
Алфавит из букваря 1911 года

В 1860-е годы, после присоединения Дагестана к Российской империи, этнографом и лингвистом П. К. Усларом была составлена первая лезгинская грамматика (напечатана в 1896 году). В этой грамматике был использован модифицированный кириллический алфавит с добавлением нескольких латинских и грузинских букв. В 1871 году на этом алфавите в Темир-Хан-Шуре была напечатана первая лезгинская книга — «Кюринская азбука», автором которой был помощник Услара Казанфар Зульфикаров.
В начале XX века на алфавите Услара было издано ещё несколько книг. Среди них были составленные Абу-Джафар Мамедовым «История восьми пророков, упоминаемых в Коране» и букварь «Ќу̇ре ჭалан елифарни аҳпа гw æниз қелдаj ђуз», вышедший в Тифлисе 1911 году. Дальнейшего развития алфавит Услара не получил.

## Латинский алфавит

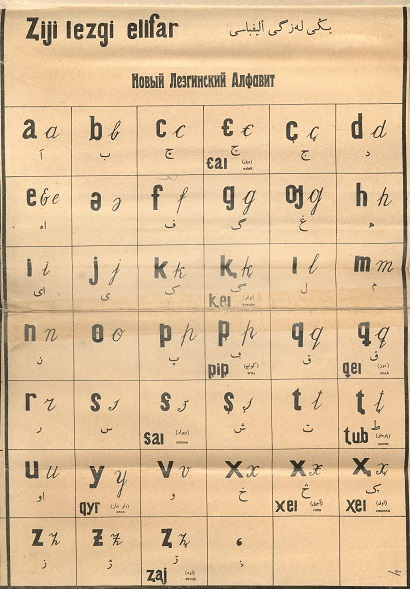
Лезгинский алфавит на латинице, 1928 г.

В 1920-е годы в СССР шёл процесс латинизации алфавитов. В 1925—1926 годах лезгинские студенты, обучавшиеся в вузах Москвы, организовали «лезгинский кружок», одним из результатов работы которого стала брошюра «Писать ли по-лезгински?», в которой был предложен проект латинизированного алфавита. Несколько позднее для дагестанских языков Г. А. Гаджибековым и А. Л. Шамхаловым был составлен «новый дагестанский алфавит». Одна из его модификаций была предназначена для лезгинского языка.
27 июня 1928 года научный совет Всесоюзного центрального комитета Нового алфавита одобрил предложенный алфавит. Одной из особенностей новой письменности стало отсутствие заглавных букв. Сам алфавит выглядел так: a, b, c, cc, ꞓ, ç, d, e, ə, f, g, ƣ, h, i, j, k, kk, ⱪ, l, m, n, o, ө, p, pp, , q, ꝗ, r, s, ş, t, tt, , u, v, x, , , y, z, ƶ, ꞩ, ꞩꞩ, ⱬ, '.
В 1929 году в Дагестанском комитете нового алфавита обсуждался вопрос исключения из алфавита букв ə и ө, объединение букв ç и ƶ. В январе 1930 года из алфавита была исключена буква ꞓ (заменена на букву ç). В дальнейшем был внесён ещё ряд изменений, в 1932 году были введены заглавные буквы. К середине 1930-х годов он имел такой вид:
| A а | B b | C c | Ç ç | D d | E е | F f | G g | Ƣ ƣ | H h | I i | J j | K k |
| Ⱪ ⱪ | L l | M m | N n | O о | P p |     | Q q | Ꝗ ꝗ | R r | S s | Ş ş | Ꞩ ꞩ |
| T t |     | U u | V v | X x |     |     | Y y | Z z | Ƶ ƶ | Ⱬ ⱬ | '   |     |

В 2018 году в Азербайджане подготовлен проект латинизированного алфавита, который предполагается использовать для проживающих в этой стране лезгин, вместо действующего кириллического алфавита.

## Современный алфавит
В конце 1930-х годов в СССР начался процесс перевода письменностей на кириллицу. В ходе этого процесса 5 января 1938 года бюро Дагестанского обкома ВКП(б) постановило перевести на кириллицу и алфавиты народов Дагестана. 8 февраля это решение было утверждено ЦК Дагестанской АССР. 11 февраля новый лезгинский алфавит был опубликован в газете «Дагестанская правда».
Впоследствии в алфавит были внесены небольшие изменения (введена буква Ё ё, а буква УӀ уӀ заменена на Уь уь). Ныне лезгинский алфавит выглядит так:
| А а   | Б б | В в   | Г г   | Гъ гъ | Гь гь | Д д | Е е   | Ё ё   | Ж ж | З з   | И и |
| Й й   | К к | Къ къ | Кь кь | КӀ кӀ | Л л   | М м | Н н   | О о   | П п | ПӀ пӀ | Р р |
| С с   | Т т | ТӀ тӀ | У у   | Уь уь | Ф ф   | Х х | Хъ хъ | Хь хь | Ц ц | ЦӀ цӀ | Ч ч |
| ЧӀ чӀ | Ш ш | Щ щ   | Ъ ъ   | Ы ы   | Ь ь   | Э э | Ю ю   | Я я   |     |       |     |

Современная орфография действует с 1962 года. До 1962 года непридыхательные согласные /k/, /p/, /t/, /t͡s/, /t͡ʃ/ отображались удвоенными буквами, соответственно кк, пп, тт, цц, чч, образуя такие пары как ччил /t͡ʃil/ «земля» и чил /t͡ʃʰil/ «сеть». Всего существует минимум 19 таких пар. В современной орфографии такие слова являются омографами: чил — одновременно /t͡ʃil/ «земля» и /t͡ʃʰil/ «сеть».

## Таблица соответствия алфавитов
| Арабский | Кириллица Услара | Латиница 1932-1938 годов | Современная кириллица | МФА       |
| -------- | ---------------- | ------------------------ | --------------------- | --------- |
| آ        | а                | A a                      | А а                   | [a]       |
| ب        | б                | B b                      | Б б                   | [b]       |
| و        | в                | V v                      | В в                   | [w]       |
| گ        | г                | G g                      | Г г                   | [g]       |
| غ        | г̧                | Ƣ ƣ                      | Гъ гъ                 | [ʁ]       |
| ﻫ        | h                | H h                      | Гь гь                 | [h]       |
| د        | д                | D d                      | Д д                   | [d]       |
| اه       | е                | E e, Je                  | Е е                   | [je], [e] |
| -        | -                | -                        | Ё ё                   | [jo]      |
| ژ        | ж                | Ƶ ƶ                      | Ж ж                   | [ʒ]       |
| ز        | з                | Z z                      | З з                   | [z]       |
| اى       | i                | I i                      | И и                   | [i]       |
| ى        | j                | J j                      | Й й                   | [j]       |
| ک        | к                | K k                      | К к                   | [kʰ], [k] |
| ڠ        | қ                | Q q                      | Къ къ                 | [q]       |
| ق        | q                | Ꝗ ꝗ                      | Кь кь                 | [q']      |
| گ        | k                | Ⱪ ⱪ                      | КӀ кӀ                 | [k']      |
| ل        | л                | L l                      | Л л                   | [l]       |
| م        | м                | M m                      | М м                   | [m]       |
| ن        | н                | N n                      | Н н                   | [n]       |
| او       | о                | O o                      | О о                   | [o]       |
| پ        | п                | P p                      | П п                   | [pʰ],[p]  |
| ڢ        | ԥ                | P̡ p̡                      | ПӀ пӀ                 | [p']      |
| ر        | р                | R r                      | Р р                   | [r]       |
| س        | с                | S s                      | С с                   | [s]       |
| ت        | т                | T t                      | Т т                   | [tʰ], [t] |
| ط        | ҭ                | T̨ t̨                      | ТӀ тӀ                 | [t']      |
| او       | у                | U u                      | У у                   | [u]       |
| اۊ       | у̇                | Y y                      | Уь уь                 | [y]       |
| ف        | ф                | F f                      | Ф ф                   | [f]       |
| خ        | х                | X x                      | Х х                   | [χ]       |
| څ        | ħ                | Ӿ ӿ                      | Хъ хъ                 | [qʰ]      |
| ݤ        | һ̑                | Ҳ ҳ                      | Хь хь                 | [x]       |
| ص        | ц                | S̷ s̷                      | Ц ц                   | [t͡s]      |
| ڗ        | წ                | Ⱬ ⱬ                      | ЦӀ цӀ                 | [t͡s']     |
| چ        | ч                | C c                      | Ч ч                   | [ʧ]       |
| ج        | ჭ                | Ç ç                      | ЧӀ чӀ                 | [ʧ']      |
| ش        | -                | Ş ş                      | Ш ш                   | [ʃ]       |
| -        | -                | -                        | Щ щ                   | -         |
| ء        | -                | '                        | ъ                     | [ʔ]       |
| -        | -                | -                        | Ы ы                   | -         |
| -        | -                | -                        | ь                     | -         |
| اه       | е                | E e                      | Э э                   | [ʔe], [e] |
| -        | -                | ju                       | Ю ю                   | [ju]      |
| -        | -                | ja                       | Я я                   | [ja], [æ] |